# Yoshi's Story
Yoshi's Story (ヨッシーストーリー, Yosshī Sutōrī) est un jeu vidéo de plates-formes développé par Nintendo EAD puis édité par Nintendo pour la Nintendo 64. Le jeu est sorti le 3 avril 1998 en Europe, et était parmi la première génération à supporter le Rumble pak. Il comporte une reproduction 2D de modèles en 3D (comme Donkey-Kong Country) ressemblant à des rapiéçages de tissu et autres matières, lui conférant un aspect unique. Il est souvent évoqué comme étant de la « 2D et demi ».
Yoshi's Story est développé par la même équipe que Yoshi's Island, dirigée par Hideki Konno et produit par Takashi Tezuka. C'est l'un des premiers jeux développés par le studio Nintendo EAD et n'étant pas produit par Shigeru Miyamoto.

## Trame
L'histoire se situe sur l'île des Yoshis, où l'Arbre du bonheur permet le bonheur et la joie. Jaloux des Yoshis, Bébé Bowser lance un sort, vole l'arbre et transforme leur île en un livre d'histoire. Cela va enlever aux Yoshis leur bonheur et l'atmosphère sur l'île devient chaotique, instable. Mais il y a un endroit sur l'île où 6 œufs de Yoshis survivent aux sorts et éclosent. Remarquant l'ambiance instable régnant sur leur habitat, ils décident de retrouver l'Arbre du bonheur afin de rendre aux Yoshis leur bonheur et leur joie.

## Système de jeu
Le joueur choisit d'abord parmi le mode Histoire (l'aventure principale), le mode Challenge et le mode Entraînement. Il peut également accéder aux options du jeu. Le mode Histoire constitue l'aventure principale : le joueur sélectionne le niveau puis choisit parmi six Yoshis (trois autres viendront les rejoindre un peu plus tard dans le jeu) qui ont pour seule différence d'avoir chacun un fruit favori, qui rapporte un bonus une fois récupéré.
Le jeu est composé de six mondes contenant chacun quatre niveaux. Le joueur doit impérativement en finir au moins un pour accéder au monde suivant. Dans chaque niveau se cachent trois Cœurs Joyeux. Si le joueur n'en trouve aucun, il n'aura accès qu'à un niveau du monde suivant, en en trouvant un, il a accès à deux niveaux, deux cœurs ouvrant la porte de trois niveaux et les trois cœurs donnant accès aux quatre niveaux.
L'originalité de ce jeu est que les niveaux ne possèdent pas de fin et que le joueur tourne en rond. Pour terminer un niveau, il faut rendre Yoshi joyeux. Pour ce faire, il faut lui faire manger 30 fruits éparpillés ici et là dans le niveau. Heureusement, il y a au moins deux fois plus de fruits que nécessaire et ne pas finir un niveau est donc difficile. Cependant, il y a exactement dans chaque niveau 30 melons. Une rumeur circule selon laquelle si l'on finit le jeu en ne mangeant que des melons, on a accès à une fin différente, mais personne ne sait si c'est vrai.

## Musique
Le 9 avril 1998 sort la bande originale du jeu, composée par Kazumi Totaka. Elle se nomme Love, Peace and Happyness et comprend 28 titres.

## Historique
Le jeu est à l'origine la suite du jeu Super Mario World 2: Yoshi's Island sur Super Nintendo, mais lors de la sortie de Yoshi's Island 2 sur Nintendo DS, on découvre que la vraie suite du jeu Super NES est en fait l'opus sur DS. Originellement appelé Yoshi's Island 64, par analogie avec Super Mario 64, il fut renommé Yoshi's Story en août 1997. Au même moment, le jeu passe de 96 à 128 Mb.
Pour l'inauguration de la Game Boy Advance en 2000, Nintendo a développé une technique originale de démonstration, ou démo technologique, fondée directement sur le premier niveau de Yoshi's Story. Cette démo technique a été développée spécifiquement pour montrer la puissance graphique de la Game Boy Advance. Bien que le système de jeu était plus lent, il semblait identique à l'original. Le jeu, qui n'est jamais sorti en tant que tel sur Game Boy Advance, a évolué pour devenir Yoshi's Universal Gravitation, également sur Game Boy Advance sorti en 2005.

### Équipe de développement
- Compositeur son : Kazumi Totaka
- Producteur : Takashi Tezuka
- System Director : Hideki Konno
- Course Designer : Katsuya Eguchi
- Assistant Course Design : Yoshihiro Nomoto
- System Programmers : Yuhiki Otsuki, Kenzo Hayakawa
- Main CG Designer : Shigefumi Hino
- Superviseur : Shigeru Miyamoto
- Producteur exécutif : Hiroshi Yamauchi